# Anna Katharina Emmerick
Anna Katharina Emmerick, född 8 september 1774 i Coesfeld, död 9 februari 1824 i Dülmen, var en tysk nunna och mystiker.

## Biografi
Emmerick är mest känd för sina uppseendeväckande stigmatiseringar. År 1802 intogs hon i klostret Agnetenburg vid Dülmen, där hon vistades till 1812, då detta kloster upphävdes av franska erövrare. Hon mottogs då av en fransk präst, abbé Lambert, vilken hon fick rika tillfällen till kontemplativt liv. 
År 1812 fick hon sin första stigmatisering, bestående av sårmärken på händerna och fötterna samt ett Y-formigt kors på sidan. Sedan levde hon under oavbrutna extaser fram till 1819, då en vetenskaplig kommission utsågs för att undersöka hennes stigmatiseringar, som väckt utomordentligt uppseende. 
Kommissionen kunde inte finna någon naturlig förklaring till stigmatasåren, men under undersökningsperioden försvann dock hennes stigmatisering för en tid. De återkom dock året efter, och fortsatte sedan med smärre avbrott fram till hennes död. Emmericks extaser var beledsagade av visioner, huvudsakligen rörande Jesu och Jungfru Marias liv. De upptecknades av Clemens Brentano och har utgivits i flera upplagor. Berättelserna uppvisar en frodig fantasi och kom i hög grad att påverka efterföljande stigmatiseringar inom Katolska kyrkan. Även filmen The Passion of the Christ är inspirerad av hennes syner.